# 5 décembre
Pour les articles homonymes, voir Cinq-Décembre.
5 novembre 5 janvier
Chronologies thématiques
- Croisades
- Ferroviaires
- Sports
- Disney
- Anarchisme
- Catholicisme

Abréviations / Voir aussi
- (° 1852) = né en 1852
- († 1885) = mort en 1885
- a.s. = calendrier julien
- n.s. = calendrier grégorien
- Calendrier
- Calendrier perpétuel
- Liste de calendriers
- Naissances du jour

Le 5 décembre est le 339e jour de l'année du calendrier grégorien, 340e lorsqu'elle est bissextile. Il reste 26 jours avant la fin de l'année.
C'était généralement l'équivalent du 15 frimaire du calendrier républicain ou révolutionnaire français, officiellement dénommé jour du chevreuil.

## Événements

### Iersiècleav. J.-C.
- -63 sous la République romaine antique : l'avocat et orateur politique romain Cicéron prononce une quatrième et ultime catilinaire  devant le Sénat romain, après celles de début novembre et du 3 décembre deux jours avant.

### XVesiècle
- 1408 : l'émir mongol de la Horde Blanche Edigu atteint Moscou.
- 1496 : le roi Manuel Ier de Portugal signe un décret d'expulsion des Juifs de son pays[1].

### XVIesiècle
- 1560 : mort du roi François II de France ; son frère lui succède sous le nom de Charles IX, leur mère Catherine de Médicis assume la régence.

### XVIIIesiècle
- 1757 : victoire des Prussiens sur les Autrichiens, lors de la bataille de Leuthen.
- 1775 : arrivée de Know à Ticonderoga, pendant l'expédition Knox.
- 1795 : deuxième bataille des Quatre Chemins de l'Oie, pendant la guerre de Vendée.
- 1798 : la bataille de Hasselt marque la fin de la guerre des Paysans.

### XIXesiècle
- 1865 : Chili et Pérou signent une alliance contre l'Espagne, lors de la guerre hispano-sud-américaine[2].

### XXesiècle
- 1934 : incident de Welwel, menant à la seconde guerre italo-éthiopienne.
- 1941 : début de la contre-attaque soviétique, lors de la bataille de Moscou (seconde guerre mondiale).
- 1946 : New York est choisie comme siège permanent des Nations unies[3].
- 1955 : début du boycott des bus de Montgomery.
- 1967 : massacre de Dak Son.
- 1971 : les Pakistanais sont défaits, à la bataille de Gazipur (en). L'Inde cède la ville au Bangladesh.
- 1991 : Leonid Kravtchouk devient le premier président (élu) de l'Ukraine indépendant(e).
- 1994 : signature des mémorandums de Budapest, respectivement par la Biélorussie, le Kazakhstan et l'Ukraine ainsi que par les États-Unis, le Royaume-Uni et la Russie.

### XXIesiècle
- 2006 : coup d'État aux îles Fidji.
- 2013 : après des combats inter-religieux meurtriers à Bangui, la résolution no 2127 de l’ONU met en place la mission MISCA, en Centrafrique.
- 2014 : arrestation de l'ancien ministre chinois Zhou Yongkang.
- 2016 :
  - fin de la bataille de Syrte, en Libye ; les forces du GNA reprennent Syrte à l'organisation État islamique.
  - Shavkat Mirziyoyev remporte l'élection présidentielle ouzbèke.
  - le président du Conseil italien Matteo Renzi annonce sa démission, au lendemain de sa défaite au référendum constitutionnel qu'il avait organisé, mais le président Sergio Mattarella lui demande de la reporter[4].
- 2017 : décès du chanteur, interprète et acteur français Johnny Hallyday à 74 ans des suites d'un cancer des poumons.
- 2024 : 
  - en France, Michel Barnier remet sa démission du poste de Premier ministre à Emmanuel Macron.
  - en Syrie, la ville de Hama est prise par les rebelles[5].

## Arts, culture et religion
- 633 : tenue du IVe concile de Tolède.
- 1484 : le pape Innocent VIII promulgue la bulle Summis desiderantes affectibus, qui conduit à mener en Allemagne une chasse aux sorcières.
- 1637 : fin de la neuvaine de prière du frère Fiacre, au sanctuaire de Notre-Dame de Grâces, à Cotignac, pour obtenir un héritier pour la couronne de France ; conception le soir même, par Louis XIII de France et Anne d'Autriche, du futur Louis XIV[6].
- 1882 : création du concerto en ré mineur pour violon et orchestre, op. 8, de Richard Strauss, à Vienne (réduction pour piano jouée par le compositeur).
- 1931 : la cathédrale du Christ-Sauveur de Moscou est détruite, sur ordre de Joseph Staline.
- 1934 : publication de Poupée : variations sur le montage d'une mineure articulée, par Hans Bellmer, première série de photographies parue dans la revue Minotaure[7].
- 1969 : sortie du film de hold-up, d'adultère et d'honneur de Henri Verneuil Le clan des Siciliens avec pour la première fois ensemble à l'écran Gabin, Ventura, Delon, Demick, Sydney Chaplin fils de Charles, etc.[8].
- 2001 : première à Hollywood du film également de casse (de casino de Végas) Ocean's eleven de Steven Soderbergh avec pour pléiade de stars George Clooney, Brad Pitt, Matt Damon, Julia Roberts, Andy Garcia, Elliott Gould etc.[8]
- 2020 : l'église Middle Collegiate Church, à New York, est détruite par un incendie[9]

## Sciences et techniques
- 2014 : lancement d'Exploration Flight Test 1, premier vol du vaisseau spatial Orion.
- 2020 : la sonde spatiale japonaise Hayabusa 2, lancée en 2014, largue sur Terre une capsule avec des échantillons de l'astéroïde (162173) Ryugu[10].

## Économie et société
- 1360 : à Compiègne, le roi de France Jean II le Bon signe l'ordonnance de création du franc à cheval, premier franc français.
- 1933 : ratification du Vingt et unième amendement de la Constitution des États-Unis, mettant fin à la prohibition du commerce et de la consommation de l'alcool sur son sol.
- 1945 : disparition du Vol 19 au large de la Floride.
- 1952 : début du grand smog de Londres.
- 1992 : venue médiatisée et controversée de Bernard Kouchner en Somalie, alors confrontée à une famine, avec un sac de riz porté sur l'épaule.
- 2005 : début du procès du Réseau Hofstad.

## Naissances

### XIVesiècle
- 1389 : Zbigniew Oleśnicki, prélat polonais, évêque de Cracovie de 1423 à 1455 († 1er avril 1455).

### XVesiècle
- 1443 : Jules II (Giuliano della Rovere dit), 216e pape, en fonction de 1503 à 1513 († 21 février 1513).
- 1470 : Willibald Pirckheimer, humaniste allemand (+ 22 décembre 1530).

### XVIIesiècle
- 1639 : Johann Christoph Pezel, musicien et compositeur allemand († 13 octobre 1694).

### XVIIIesiècle
- 1782 : Martin Van Buren, juriste et homme politique américain, 8e président des États-Unis de 1837 à 1841 († 24 juillet 1862).
- 1783 : André Pierre Étienne Abrial, homme politique français († 26 décembre 1840).

### XIXesiècle
- 1825 : 
  - E. Marlitt (Friederieke Henriette Christiane Eugenie John dite), écrivaine allemande († 22 juin 1887)
  - Gyula Rochlitz, architecte hongrois († 18 janvier 1886).
  - Louis Roussel, prêtre cofondateur des Orphelins apprentis d'Auteuil († 11 janvier 1897).
- 1829 : Henri-Gustave Joly de Lotbinière, homme politique, avocat et sylviculteur canadien, 4e Premier ministre du Québec († 16 novembre 1908).
- 1830 : Christina Rossetti, poétesse anglaise († 29 décembre 1894).
- 1836 : Vincenzo Vannutelli, prélat italien († 9 juillet 1930).
- 1839 : George Armstrong Custer, militaire américain († 25 juin 1876).
- 1852 : Nikolaus von Wallwitz, diplomate allemand († 12 mars 1941).
- 1859 : Léo d'Orfer, écrivain français († 2 avril 1924).
- 1863 : « Torerito » (Rafael Bejarano Carrasco dit), matador espagnol († 22 novembre 1900).
- 1867 : Józef Piłsudski, militaire et chef d'État polonais, chef d’État de la Pologne de 1918 à 1922 († 12 mai 1935).
- 1870 : Vitezslav Novák, compositeur tchèque († 18 juillet 1949).
- 1879 : Clyde Cessna, aviateur et ingénieur américain († 20 novembre 1954).
- 1886 : Amanda Labarca, pédagogue et féministe chilienne († 2 janvier 1975).
- 1889 : Abdelhamid Ben Badis, religieux et homme politique algérien († 16 avril 1940).
- 1890 : Friedrich Christian Anton « Fritz » Lang, réalisateur allemand († 2 août 1976).
- 1897 : Nunnally Johnson, scénariste et producteur américain († 25 mars 1977).
- 1898 : Grace Moore, actrice et chanteuse américaine († 26 janvier 1947).

### XXesiècle
- 1901 :
  - Walter Elias « Walt » Disney, producteur américain († 15 décembre 1966).
  - Milton Erickson, psychiatre et psychologue américain († 25 mars 1980).
  - Maurice Georges, homme politique français († 15 août 1975).
  - Werner Heisenberg, physicien allemand, prix Nobel de physique en 1932 († 1er février 1976).
  - Hanns Jelinek, compositeur et professeur de musique autrichien († 27 janvier 1969).
  - Sally Long, danseuse et actrice américaine († 12 août 1987).
  - James Wright McGibbon, marchand de bois et homme politique fédéral québécois († 10 octobre 1965).
  - Nikolaus Riehl, chimiste allemand et soviétique († 2 août 1990).
- 1902 :
  - Marcel Baron, homme politique français († 14 décembre 1989).
  - Carl Brouard, poète et journaliste haïtien († 29 novembre 1965).
  - Friedrich Feld, journaliste, traducteur et auteur autrichien († 27 décembre 1987).
  - Jean Gourguet, réalisateur français, scénariste et producteur de cinéma († 13 mars 1994).
  - Emeric Pressburger, réalisateur, scénariste et producteur hongro-britannique († 5 février 1988).
  - James Strom Thurmond, homme politique américain († 3 janvier 2003).
  - Guy de La Vasselais , homme politique français († 20 juillet 1976).
- 1903 :
  - Cyril V. Jackson, astronome sud-africain († février 1988).
  - Johannes Heesters, acteur et chanteur néerlandais († 24 décembre 2011).
  - Clément Hoydonckx, joueur et entraîneur de football belge († 12 décembre 1969).
  - Cavino Michele « Kelly » Petillo, pilote automobile américain († 30 juin 1970).
  - Cecil Frank Powell, physicien britannique, prix Nobel de physique en 1950 († 9 août 1969).
- 1904 :
  - Pierre Chenal (Philippe Cohen dit), réalisateur français († 23 décembre 1990).
  - Salvatore Tripoli, boxeur américain († 7 mars 1990).
- 1905 :
  - Cheikh Abdullah (شیخ محمد عبد اللہ), homme politique indien, Premier ministre et chef du gouvernement du Jammu et du Cachemire († 8 septembre 1982).
  - Ruy Luís Gomes, mathématicien portugais († 27 octobre 1984).
  - Guy Raynaud de Lage, universitaire français († 27 décembre 1993).
  - Joseph-Louis Metzger, résistant français († 27 septembre 1943).
  - Nathalie Paley, actrice et mannequin américaine († 27 décembre 1981).
  - Otto Preminger, réalisateur américain († 23 avril 1986).
  - Franz Schubert, homme politique allemand († 4 août 1992).
- 1911 :
  - Alfred Manessier, peintre français († 1er août 1993).
  - Władysław Szpilman, compositeur polonais († 6 juillet 2000).
- 1912 : Gérard Dion, prêtre et enseignant québécois († 6 novembre 1990).
- 1914 :
  - Odette Joyeux, comédienne française († 26 août 2000).
  - Georges Le Sant, compagnon de la Libération († 13 septembre 2000).
- 1915 : 
  - Marylène Kraft, écrivain vaudoise († 15 octobre 2011).
  - Alexandre Minkowski, médecin français († 7 mai 2004).
  - Ren Xinmin (任新民), scientifique chinois († 12 février 2017).
- 1916 :
  - Hilary Koprowski, virologue et immunologue polonais († 11 avril 2013).
  - Michel Mondésert, prélat français († 16 avril 2009).
- 1917 : Ambroise Lafortune, prêtre, écrivain et communicateur québécois († 8 mai 1997).
- 1922 : Francis Bouygues, entrepreneur français († 24 juillet 1993).
- 1924 : George Savalas, acteur américain († 2 octobre 1985).
- 1925 : 
  - Anastasio Somoza Debayle, homme politique nicaraguayen président de la République († 17 septembre 1980).
  - Jacques Dessange, coiffeur et homme d'affaires français († 7 janvier 2020).
  - Miklós Szilvási, lutteur hongrois champion olympique († 24 mai 1969).
- 1926 : Bertrand Gagnon, comédien canadien († 2 mars 2007).
- 1927 : Rama IX (Bhumibol Adulyadej / ภูมิพลอดุลยเดช dit), roi de Thaïlande de 1946 à 2016 († 13 octobre 2016).
- 1932 : 
  - Little Richard (Richard Wayne Penniman dit), chanteur américain († 9 mai 2020).
  - Jacques Roubaud, poète, écrivain et mathématicien († 5 décembre 2024).
- 1933 : Bernard Haller, acteur et humoriste suisse († 24 avril 2009).
- 1934 : Joan Didion, écrivaine américaine († 23 décembre 2021).
- 1935 : Yury Vlasov, haltérophile, écrivain et homme politique soviétique († 13 février 2021).
- 1936 : James Lee Burke, écrivain américain de romans policiers.
- 1937 :
  - Jacquette Reboul, poétesse et essayiste française († 21 novembre 2022).
  - Guy Thomazeau, prélat français.
- 1938 : 
  - John Weldon « J.J. » Cale, chanteur américain († 26 juillet 2013).
  - Julius Natterer, ingénieur allemand († 25 octobre 2021).
  - Heidi Schmid, fleurettiste allemande championne olympique.
- 1939 : Ricardo Bofill, architecte espagnol († 14 janvier 2022).
- 1942 : 
  - Bryan Murray, entraîneur et gestionnaire canadien de hockey sur glace († 12 août 2017).
  - Daniel Revenu, escrimeur français champion olympique.
- 1943 : Christian Tortora, journaliste sportif français.
- 1944 : 
  - Jeroen Krabbe, acteur néerlandais.
  - Lucas Sideras, musicien et compositeur grec issu du groupe Aphrodite's Child.
- 1945 : Serge Chapleau, caricaturiste et scénariste québécois.
- 1946 :
  - José Carreras, artiste lyrique espagnol.
  - Andy Kim (Andrew Youakim dit), chanteur et compositeur canadien.
- 1947 :
  - Jugderdemidiin Gurracha (Жүгдэрдэмидийн Гүррагчаа), spationaute mongol.
  - James Melvin « Jim » Messina, bassiste et chanteur américain des groupes Buffalo Springfield et Loggins and Messina.
  - Valeri Likhatchev, coureur cycliste soviétique.
- 1949 : Bruce Edward Melnick, astronaute américain.
- 1950 : Jean-Luc Petitrenaud, journaliste français.
- 1951 : Morgan Brittany, actrice américaine.
- 1952 : 
  - Günther Förg, peintre allemand († 5 décembre 2013).
  - Silvana Nappi, femme politique italienne.
- 1955 : Juha Tiainen, athlète finlandais champion olympique du lancer du marteau († 28 avril 2003).
- 1955 : Dumitru Găleșanu, écrivain, poète, philosophe, illustrateur et juriste roumain.
- 1958 : Dynamite Kid, catcheur britannique († 5 décembre 2018).
- 1959 : Julie Boulet, femme politique québécoise.
- 1961 : Annie Pujol, animatrice de télévision française.
- 1962 : Cristina Corrales, animatrice de radio et femme politique bolivienne († 30 avril 2010).
- 1964 : Pablo Morales, nageur américain triple champion olympique.
- 1966 :
  - Neige Dias, joueuse de tennis brésilienne.
  - Patricia Kaas, chanteuse française lorraine.
- 1970 : Olivier Moncelet, rameur d'aviron français vice-champion olympique.
- 1971 : Sofiane Belmouden, acteur français.
- 1972 : 
  - Christelle Chollet, comédienne, chanteuse et humoriste française.
  - Cornelius Clifford « Cliff » Floyd, joueur de baseball américain.
- 1973 : 
  - Cristina Bontaș, gymnaste roumaine, championne du monde.
  - Michele « Mikelangelo » Loconte, musicien, chanteur et compositeur italien.
- 1974 : Brian Lewis, athlète américain champion olympique du 4 x 100 m.
- 1975 : Ronald Antonio « Ronnie » O'Sullivan, joueur de snooker anglais.
- 1976 : 
  - Amy Acker, actrice américaine,
  - Norishige Kanai, astronaute japonais
- 1977 : Abdelkader Larbi Bouamrane, footballeur algérien.
- 1978 : Olli Jokinen, hockeyeur professionnel finlandais.
- 1979 : 
  - Matteo Ferrari, footballeur italien.
  - Michael Gruber, coureur du combiné nordique autrichien.
  - Niklas Hagman, joueur de hockey sur glace finlandais.
  - Catherine Houlmont, tireuse sportive française.
  - Khumiso Ikgopoleng, boxeur botswanais.
  - Ayşegül Pehlivanlar, tireuse sportive turque.
  - Nick Stahl, acteur américain.
  - Cristina Vărzaru, handballeuse roumaine.
  - Andrzej Wójs, céiste polonais.
- 1985 :
  - André-Pierre Gignac, footballeur français.
  - Frankie Muniz (Francisco Muñiz dit), acteur et coureur automobile américain.
  - Joshua « Josh » Smith, basketteur américain.
- 1986 : Justin Smoak, joueur de baseball américain.
- 1987 : Allen Lorenz « A.J. » Pollock, joueur de baseball américain.
- 1989 : 
  - Jean-Marc Mwema, basketteur belge.
  - Yuri, danseuse et chanteuse sud-coréenne du groupe Girls' Generation.
- 1991 : 
  - Cameron Matthew « Cam » Fowler, hockeyeur sur glace canadien.
  - Maude Landry, humoriste québécoise.
  - Christian Yelich, joueur de baseball américain.
- 1992 : 
  - Nathan Beaulieu, hockeyeur sur glace canadien.
  - Hornet la Frappe (Mounir Ben Chettouh dit), rappeur français.
- 1995 : Levy Rozman, joueur d'échecs américain.
- 1998 : 
  - Vincent Claude, acteur français.
  - Randal Kolo Muani, footballeur français.

### XXIesiècle
- 2006 : Ava Kolker, actrice américaine.

## Décès

### XIesiècle
- 1082 : Raymond Bérenger II, comte de Barcelone de 1076 à 1082 (° 1053).

### XIVesiècle
- 1355 : Jean III, duc de Brabant de 1312 à 1355 (° 1300).

### XVIesiècle
- 1560 : François II, roi de France de 1559 à 1560 (° 19 janvier 1544).

### XVIIesiècle
- 1624 : Gaspard Bauhin, botaniste et anatomiste suisse (° 17 janvier 1560).
- 1654 : Jean-François Sarrasin, écrivain français (° 1614).
- 1663 : Severo Bonini, compositeur, organiste et écrivain florentin (° 23 décembre 1582).

### XVIIIesiècle
- 1749 : Pierre Gaultier de Varennes et de la Vérendrye, explorateur de la Nouvelle-France (° 17 novembre 1685).
- 1758 : Johann Friedrich Fasch, compositeur et musicien allemand (° 15 avril 1688).
- 1770 : James Stirling, mathématicien britannique (° 1692).
- 1784 : Phillis Wheatley, poétesse américaine (° 1753).
- 1791 : Wolfgang Amadeus Mozart, compositeur, musicien et chef d'orchestre autrichien (° 27 janvier 1756).

### XIXesiècle
- 1805 : François-Louis de Morlan dit Morland, militaire français mort lors de la bataille d'Austerlitz du 2 décembre (° 11 août 1771).
- 1810 : Jean-Baptiste Treilhard, homme politique français (° 2 ou 3 janvier 1742).
- 1814 : Évariste Parny, poète français (° 6 février 1753).
- 1824 : Anne Louise Brillon de Jouy, musicienne et compositrice française (° 13 décembre 1744).
- 1859 : Louis Poinsot, mathématicien français (° 3 janvier 1777).
- 1862 : Félix De Vigne, peintre, graveur et critique d'art belge (° 16 mars 1806).
- 1868 : Jacob Petit, fabricant de porcelaine français (° 1796).
- 1870 : Alexandre Dumas père, écrivain français (° 24 juillet 1802).
- 1886 : 
  - John Crampton, diplomate britannique (° 12 août 1805).
  - Petrus Hofstede de Groot, pasteur et théologien néerlandais (° 8 octobre 1802).
  - Alexandre Juliard, peintre français (° 3 mars 1817).
- 1891 : Pierre II, empereur du Brésil de 1831 à 1889 (° 2 décembre 1825).

### XXesiècle
- 1922 : Józef Rymer, mineur polonais, activiste social, politicien, l'un des dirigeants du 3e soulèvement de Silésie (° 9 février 1882).
- 1925 : Władysław Reymont, écrivain polonais, prix Nobel de littérature en 1924 (° 7 mai 1867).
- 1926 : Claude Monet, peintre français (° 14 novembre 1840).
- 1929 : Togo, chien d'attelage ayant réalisé 425 km à la course au sérum de 1925, sauveur de Nome (° 1913).
- 1940 : Jan Kubelík, musicien tchécoslovaque (° 5 juillet 1880).
- 1941 : Amrita Sher-Gil (ਅੰਮ੍ਰਿਤਾ ਸ਼ੇਰਗਿੱਲ), peintre indienne (° 30 janvier 1913).
- 1942 : Michalina Stefanowska, neurophysiologiste et biologiste polonaise (° 5 décembre 1942).
- 1949 : Alfred James Lotka, mathématicien américain (° 2 mars 1880).
- 1951 : 
  - Joseph Jefferson « Joe » Jackson, joueur de baseball américain (° 16 juillet 1887).
  - Abanîndranâth Tagore (अवनीन्द्रनाथ ठाकुर), écrivain indien (° 7 août 1871).
- 1952 : Farhat Hached (فرحات حشاد), homme politique et syndicaliste tunisien (° 2 février 1914).
- 1953 : Karl Amadeus Hartmann, compositeur allemand (° 2 août 1905).
- 1955 : Glenn Luther Martin, homme d'affaires et pilote américain (° 17 janvier 1886).
- 1965 : Joseph Erlanger, physiologiste américain, prix Nobel de physiologie ou médecine en 1944 (° 5 janvier 1874).
- 1968 : Frederick Leonard « Fred » Clark, acteur américain (° 19 mars 1914).
- 1969 : Alice de Battenberg, issue de la famille royale de Grèce, belle-mère de la reine Élisabeth II du Royaume-Uni (° 25 février 1885).
- 1983 : Robert Aldrich, réalisateur américain (° 9 août 1918).
- 1989 : John Pritchard, chef d'orchestre britannique (° 5 février 1921).
- 1991 : Richard Speck, tueur en série américain (° 6 décembre 1941).
- 1993 : Yves Bérubé, homme politique et ingénieur québécois (° 28 mars 1940).
- 1994 :
  - Jacob Kaplan, grand rabbin de France, de 1955 à 1980 (° 5 novembre 1895).
  - Rudy Pilous, entraîneur de hockey sur glace canadien (° 11 août 1914).
- 1999 : Daniel Sarky, acteur de doublage français (° 3 février 1943).

### XXIesiècle
- 2001 : Franco Rasetti, physicien italien (° 10 août 1901).
- 2002 : Ne Win (Shu Maung dit), militaire et homme politique birman, président de la Birmanie de 1962 à 1988 (° 24 mai 1911).
- 2005 : Liu Binyan (刘 宾 雁), journaliste et écrivain chinois (° 15 janvier 1925).
- 2007 : Karlheinz Stockhausen, compositeur allemand (° 22 août 1928).
- 2008 : Alexis II (Alexeï Mikhailovitch Ridiger (Алексе́й Миха́йлович Ри́дигер dit), patriarche orthodoxe de Moscou et de toute la Russie (° 23 février 1929).
- 2010 : Joseph « Don » Meredith, joueur et analyste de football américain (° 10 avril 1938).
- 2011 : Els Ingeborg Smits, actrice néerlandaise (° 30 juin 1944).
- 2012 : 
  - Ignace IV d'Antioche (Assaad Habib Hazim), patriarche Orthodoxe d'Antioche de 1979 à 2012 (° 4 avril 1920).
  - Yves Niaré, athlète français, spécialiste du lancer du poids (° 20 juillet 1977).
  - David Warren « Dave » Brubeck, pianiste et compositeur de jazz américain (° 6 décembre 1920).
  - Oscar Niemeyer, architecte brésilien (° 15 décembre 1907).
- 2013 : 
  - Günther Förg, peintre allemand (° 5 décembre 1952).
  - Nelson Mandela, homme politique et avocat sud-africain, président de la République d’Afrique du Sud de 1994 à 1999 (° 18 juillet 1918).
- 2014 : Fabiola de Mora y Aragón, reine des Belges de 1960 à 1993, femme puis veuve du roi Baudouin (° 11 juin 1928).
- 2016 : Jayalalithaa / ஜெயலலிதா (Jayalalithaa Jayaraman dite), femme politique indienne (° 24 février 1948).
- 2017 :
  - August Ames, actrice canadienne (° 23 août 1994).
  - Michel Dighneef, homme politique belge (° 20 septembre 1936).
  - Johnny Hallyday, chanteur, acteur, icône française (° 15 juin 1943).
  - Claude Martin, rameur d'aviron puis homme politique français (° 6 février 1930).
  - Ron Meyer, joueur de foot U.S. américain (° 17 février 1941).
  - Michel Ier, roi de Roumanie (° 25 octobre 1921).
  - Cristina Nicolau, athlète de triple saut roumaine (° 9 août 1977).
  - Jean d'Ormesson, écrivain, journaliste, philosophe et académicien français (° 16 juin 1925).
  - Jacky Simon, footballeur français (° 25 mars 1941).
- 2018 : Dynamite Kid, catcheur britannique (° 5 décembre 1958).
- 2019 :
  - Mors Kochanski, naturaliste canadien (° 10 novembre 1940).
  - George Laurer, ingénieur américain (° 23 septembre 1925).
  - Robert Walker Jr., acteur américain (° 15 avril 1940).
- 2020 :
  - Pierre Bernard, homme politique français (° 6 juin 1934).
  - Robert Castel (Robert Moyal dit), acteur et humoriste français (° 21 mai 1933).
- 2021 : 
  - Bob Dole, élu républicain américain, ancien adversaire du démocrate Bill Clinton pour la présidence des États-Unis.
  - Stevan Jelovac, John Miles (° 23 avril 1949), Toni Santagata, Demetrio Volcic.
- 2023 :
  - Itikal Al-Tai', artiste plasticienne, présentatrice à la télévision, critique du cinéma et romancière irakienne (° 17 mars 1949).
  - Mama Diabaté, artiste instrumentiste guinéenne (° 1959).
  - Jean Garnault, dirigeant sportif et homme politique français (° 1er juillet 1925).
  - Denny Laine, chanteur, parolier et guitariste de rock  britannique (° 29 octobre 1944).
  - Norman Lear, producteur, scénariste, réalisateur et acteur américain (° 27 juillet 1922).
  - Constantin de Liechtenstein, membre de la famille princière du Liechtenstein (° 15 mars 1972).
  - Yvon Pageau, paléontologue, géologue, écrivain et conférencier canadien (° 24 décembre 1925).
  - John Rumble, cavalier canadien (° 27 août 1933).
  - Rosemary Smith, pilote automobile de rallye irlandaise (° 7 août 1937).
- 2024 : 
  - Martin Chevallaz, officier et une personnalité politique suisse (° 9 août 1948).
  - Jacques Roubaud, poète, écrivain et mathématicien (° 5 décembre 1932).
  - Evgueni Velikhov, physicien et responsable scientifique soviétique puis russe (° 2 février 1935).

## Célébrations
- Nations unies :
  - journée internationale des bénévoles volontaires[11] ;
  - journée internationale des sols[12].

- Cuba : día del constructor ou « journée du constructeur »[13].
- France : journée nationale d’hommage aux morts pour la France pendant la guerre d'Algérie et les combats du Maroc et de la Tunisie[14], journée faisant écho à celles des 19 mars[15] et de plus en plus 11 novembre etc.
- Thaïlande : 
  - fête nationale en l'honneur de l'anniversaire officiel de naissance du précédent roi Rama IX en 1927 ci-avant (ci-photographié) ;
  - Wan phor ou « fête des Pères[16].

### Célébrations religieuses
- Christianisme : mémoire du patriarche Jean (III) de Jérusalem comme lors de journées précédentes, avec lectures de Héb. 13, 22-25 & de Jn 10, 17-21 dans le Lectionnaire de Jérusalem.

### Saints des Églises chrétiennes

#### Catholiques et orthodoxes
- Bassus (IIIe siècle) — ou « Basse » —, premier évêque de Nice, et martyr, dans la région de la Côte d'Azur.
- Cawrdaf (VIe siècle), moine au pays de Galles.
- Gratien, Jules, Félix, Crispin et Potamie, avec sept autres compagnons († 302), en tout douze martyrs exécutés à Thagora[19].
- Crispine († 304), noble dame de Thagora en Numidie, martyre sous Dioclétien et Maximien.
- Dalmace de Pavie († vers 254), évêque de Pavie, martyrisé sous l'empereur Maximien Hercule.
- Houarvian (VIe siècle), Père de saint Yves l'aveugle.
- Lua (VIIe siècle), irlandais, moine de l'abbaye de Luxeuil, dans le diocèse de Besançon, qui accompagna saint Colomban jusqu'à Bobbio en Italie, où il mourut.
- Lucide († 1038), moine.
- Sabas le Sanctifié († 532), moine.

#### Saints ou bienheureux des Églises catholiques
- Bartolomé Fanti († 1495), bienheureux, originaire de Mantoue, en Italie du Nord, maître spirituel dans l'ordre des Carmes.
- Christine de Margate († 1160), religieuse bénédictine, puis recluse à Margate, en Angleterre.
- Gérald de Moissac († 1109), évêque de Braga, au Portugal.
- Jean Gradenigo († 1025), bienheureux, originaire de Venise, moine bénédictin à l'abbaye Saint-Michel de Cuxa, dans les Pyrénées catalanes, avec saint Pierre Orseolo.
- Jean-Baptiste Fouque († 1926), bienheureux prêtre français.
- Jean Almond († 1612), élevé en Irlande, prêtre, martyr à Tyburn, sous le roi Jacques Ier d'Angleterre.
- Narcyz Putz († 1942), bienheureux prêtre polonais.
- Niels Stensen († vers 1686) — ou « Nicolas Sténon », ou « Nicolas Stenone » —, bienheureux, né à Copenhague, au Danemark, dans une famille luthérienne ; évêque converti, médecin et géologue, qui écrivit les Démonstrations anatomiques.
- Philippe Rinaldi († 1931), bienheureux prêtre italien.

#### Saints orthodoxes
- Cosmas (IIIe siècle), et plusieurs moines d'origine géorgienne du monastère d'Iveron, sur le mont Athos, martyrs des « Latins », sous l'empereur Michel VIII Paléologue.
- Gourias de Kazan († 1563), évêque de Kazan, en actuelle Russie.
- Nectaire de Karyes († 1500), originaire de Macédoine, miraculeusement sauvé d'une razzia turque, et qui se retira comme moine au Mont Athos.

## Traditions et superstitions

### Dicton
- « À la saint-Gérald neige de décembre, c'est pour le jardin cendres.»[20] (voir aussi mercredi des cendres vers février ou mars)

### Astrologie
- Signe du zodiaque : 13e jour du Sagittaire.

## Toponymie
- Les noms de plusieurs voies, places, sites ou édifices de pays ou régions francophones contiennent cette date sous diverses graphies : voir Cinq-Décembre .